# Expeditionskår
En expeditionskår är en militär styrka som agerar i ett område utanför det egna landet.
Under det så kallade låtsaskriget, som pågick under tiden från utbrottet av andra världskriget till det tyska anfallet mot Nederländerna och Belgien, kan krigsverksamheten på västfronten i huvudsak karaktäriseras som en period av uppbyggnad av stridskrafterna. Av detta skäl sände Storbritannien som ett stöd till Frankrike en expeditionskår, som omfattade 10 divisioner. 

## Exempel på expeditionskårer
- Brasilianska expeditionsstyrkan
- Brittiska Rhenarmén